# Lissochlora cushiensis
Lissochlora cushiensis är en fjärilsart som beskrevs av Louis Beethoven Prout 1932. Lissochlora cushiensis ingår i släktet Lissochlora och familjen mätare. Inga underarter finns listade i Catalogue of Life.